# نئومایسین
نئومایسین (به انگلیسی: Neomycin)
رده درمانی: داروهای آمینوگلیکوزید .
اشکال دارویی: قطره، پماد

## موارد مصرف
نئومایسین برای درمان عفونت‌های موضعی و در آنسفالوپاتی کبدی تجویز می‌شود. نئومایسین در درمان اسهال عفونی، سرکوب باکتری های روده ای قبل از عمل جراحی، درمان کمکی در کومای کبدی و برای پایین آورد چربی خون مصرف می شود.

## مکانیسم اثر
نئومایسین یک باکتریوسید است. مانع سنتز پروتئین در باکتری می‌شود و از این طریق موجب مرگ باکتری های در حال رشد و تقسیم می‌گردد.

## عوارض جانبی
هر دارو به موازات ایجاد اثرات درمانی مورد نظر،  ممکن است سبب بروز عوارض ناخواسته نیز بشود. اگرچه کلیه این عوارض در یک فرد مشاهده نمی‌شود ولی در صورت بروز هر یک از عوارض زیر با پزشک معالج مشورت نمایید.
- CNS: سردرد
- Derm: خارش، بثورات جلدی
- EENT: اتوتوکسیسیتی یا سمیت گوشی (وزوز گوش، ورتیگو و کاهش شنوایی)
- GI: اسهال، تهوع و استفراغ
- GU: نفروتوکسیسیتی یا سمیت کلیوی
- Other: حساسیت شدید (تب، راش، کهیر و خارش)، ایجاد عفونت های ثانویه باکتریایی یا قارچی، درد در محل تزریق دارو
- نئومایسین جذب خوراکی ندارد.

توجه: در صورت ایجاد سمیت گوشی یا کلیوی و ایجاد واکنش های حساسیتی و اسهال شدید مصرف دارو باید قطع شود.

## مقدار و نحوه مصرف نئومایسین قبل از جراحی های روده
در بزرگسالان برای پیشگیری از عفونت و آمادگی بیمار برای جراحی های روده از نئومایسین خوراکی استفاده میشود. برای این منظور از یک گرم قرص نئومایسین ( دو عدد قرص 500 میلی گرمی ) دارو 19 ساعت قبل از جراحی، یک گرم 18 ساعت قلب از جراحی و یک عدد 9 ساعت قبل از جراحی به بیمار داده میشود. در برخی موارد نیز تا چهار سلعت هر ساعت یگرم دارو به بیمار دارده میشود و پس از آن هر چهار ساعت یکبار یک گرم دارو به بیمار خورانده میشود( برای 20ساعت)
در کودکان دوز صحیح دارو باید توسط پزشک تنظیم شود.